# 阿南达普尔
阿南达普尔（Anandapur），是印度奥里萨邦Kendujhar县的一个城镇。总人口35043（2001年）。

## 人口
该地2001年总人口35043人，其中男性17955人，女性17088人；0—6岁人口4069人，其中男2074人，女1995人；识字率72.08%，其中男性为79.76%，女性为64.02%。